# Ranunculus polyrhizus
Ranunculus polyrhizus är en ranunkelväxtart som beskrevs av Franz Stephani och Carl Ludwig von Willdenow. Ranunculus polyrhizus ingår i släktet ranunkler, och familjen ranunkelväxter. Inga underarter finns listade i Catalogue of Life.